# Stop the Clocks EP
Stop the Clocks EP è un extended play della band inglese Oasis, pubblicato il 13 novembre 2006 per anticipare l'uscita della loro omonima raccolta.
Il singolo non è stato realmente incluso nelle classifiche del Regno Unito, la posizione riportata è ipotetica e basata sulle copie vendute, quasi 21 000.
L'esibizione live di Some Might Say, il cui luogo di registrazione è definito sconosciuto, è stata riconosciuta in una registrazione al Club città di Tokyo, in Giappone, del 22 agosto 1995.

## Tracce
1. Acquiesce - 4:29
2. Cigarettes & Alcohol (demo) - 4:38
3. Some Might Say (live in '95, venue unknown) - 5:15
4. The Masterplan - 5:22